# Ørbæk Sogn
Ørbæk Sogn er et sogn i Kerteminde-Nyborg Provsti (Fyens Stift).
I 1800-tallet var Ørbæk Sogn et selvstændigt pastorat. Det hørte til Vindinge Herred i Svendborg Amt. Ørbæk sognekommune blev ved kommunalreformen i 1970 kernen i Ørbæk Kommune, der ved strukturreformen i 2007 indgik i Nyborg Kommune.
I Ørbæk Sogn ligger Ørbæk Kirke.
I sognet findes følgende autoriserede stednavne:
- Elvid (bebyggelse)
- Langemose (bebyggelse)
- Sentved (bebyggelse, ejerlav)
- Æble (bebyggelse, ejerlav)
- Ørbæk (bebyggelse, ejerlav)
- Ørbæklunde (ejerlav, landbrugsejendom)